# Hydrocotyle new-guinensis
Hydrocotyle new-guinensis är en växtart i släktet Hydrocotyle och familjen araliaväxter.
Arten förekommer i Papua Nya Guinea. Den beskrevs av Minosuke Hiroe 1979.